# Катерина Клевська
Катери́на Кле́вська (Catherine de Clèves; 1548, невідомо або Париж, Французьке королівство — 1633, Париж, Французьке королівство) — середня дочка Франсуа Клевсько-Неверського, сестра Генрієтти і Марії Клевських, двоюрідна сестра Генріха Наваррського, спадкоємиця князівства Шато-Рено, графство Бофор і Е.

## Життєпис
Її першим чоловіком (1560) був принц де Порсьєн із роду де Крой. По його смерті ще вельми юна Катерина три роки носила жалобу, після чого вступила в повторний шлюб із главою могутнього клану Гізів — Генріхом Міченим.
Хоча Катерина народила Гізу 14 дітей і незмінно зберігала вірність Католицькій партії, в історію увійшов її любовний зв'язок з королівським міньйоном Сен-Мегреном. Герцог де Гіз застав дружину, коли вона писала листа Сен-Мегрену. Тої ж ночі кривдника вбито на виході з Лувру, як припускають, за наказом іншого Гіза, герцога де Маєна. Ці події лягли в основу п'єси А. Дюма «Генріх III і його двір».
Після вбивства чоловіка і навернення Генріха Наваррського в католицтво Катерина Клевська зробила все можливе для примирення своїх синів з Бурбонами, чим забезпечила їм блискучу кар'єру при новому царюванні. Один з її синів став архієпископом Реймським. Відтепер життя Катерини Клевської було присвячене турботам про дітей, і в першу чергу про улюблену дочку Луїзу-Маргариту.
Оскільки Луїза-Маргарита була відданою подругою королеви Марії Медичі, після загибелі Генріха IV стара герцогиня де Гіз зберігала почесне місце в свиті королеви-матері, заохочувала всі інтриги проти кардинала Рішельє і разом з нею була віддалена в Блуа. Після «дня обдурених» і смерті дочки поїхала в новозбудований палац в Е, де померла у віці 85 років. Свою другу спадкову вотчину, Бофор, Катерина продала королівській фаворитці Габріель д'Естре. Поховано її в Е біля її знаменитого чоловіка.

## Діти
- Шарль I (2 серпня 1571 — 30 вересня 1640), 4-й герцог де Гіз.
- Генріх (1572—1574).
- Катерина (1573—1573).
- Луї (22 січня 1575 — 21 червня 1621), кардинал де Гіз, архієпископ Реймський.
- Карл (1576—1576).
- Марія (1577—1582).
- Клод (1578 — 24 січня 1657), герцог де Шеврез, чоловік герцогині де Шеврез (грудень 1600 — 12 серпня 1679).
- Катерина (1579 — червень 1579).
- Христина (1580—1580).
- Франсуа (1581—1582).
- Рене (1585—1626).
- Жанна (1586—1638).
- Луїза Маргарита (1588—1631), перший чоловік (від 1605) — принц Франсуа де Бурбон-Конті (19 серпня 1558 — 3 серпня 1614); другий чоловік (таємний шлюб) — Франсуа де Бассомп'єр (12 квітня 1579 — 12 жовтня 1646), маршал Франції.
- Франсуа Олександр (1589—1614).